# Caribbiantes cubanus
Genre
Espèce
Caribbiantes cubanus, unique représentant du genre Caribbiantes, est une espèce d'opilions laniatores de la famille des Biantidae.

## Distribution
Cette espèce est endémique de la province de Cienfuegos à Cuba. Elle se rencontre vers Cienfuegos.

## Description
Le mâle holotype mesure 2,2 mm et la femelle paratype 2,8 mm.

## Étymologie
Son nom d'espèce lui a été donné en référence au lieu de sa découverte, Cuba.

## Publication originale
- Šilhavý, 1973 : « Two new systematic groups of gonyleptomorphid phalangids from the Antillean- Caribbean Region, Agoristenidae Fam. N., and Caribbiantinae Subfam. N. (Arachn.: Opilionidea). » Věstník československé Společnosti zoologické, vol. 37, p. 110–143.